# Tarskavaig
Tarskavaig (Schots-Gaelisch: Tarsgabhaig) is een dorp in de Schotse lieutenancy Ross and Cromarty in het raadsgebied Highland op het eiland Skye.